# Folgaria
Folgaria (zimbrisch Folgrait, deutsch Vielgereuth) ist eine italienische Gemeinde (comune) mit 3165 Einwohnern (Stand 31. Dezember 2023) in der Provinz Trient, Region Trentino-Südtirol. Sie gehört der Talgemeinschaft Magnifica Comunità degli Altipiani Cimbri an.

## Physische Geographie
Die Gemeinde befindet sich am westlichen Hang der Magnifica Comunità degli Altipiani Cimbri, nahe dem Vallagarina, auf 1168 m ü. d. M. am Fuße des Monte Cornetto (2060 m im Vigolana-Gebirge), am rechten Ufer des Rio Cavallo, einem Bach, der durch das gleichnamige Tal bis nach Calliano fließt.
Die Gemeinde umfasst sieben Hauptorte (Costa, Serrada, Guardia, Mezzomonte, San Sebastiano, Carbonare und Nosellari), zu denen kleinere Ortschaften wie Pont, Ondertol, Dori, Molino Nuovo, Forreri, Ca Nove, Molini, Peneri, Fontani, Scandelli, Sotto il Soglio, Carpeneda, Mezzaselva, Erspameri, Francolini, Fondo Grande, Fondo Piccolo, Colpi, Nocchi, Perpruneri, Tezzeli, Morganti, Cueli-Liberi, Buse, Busatti, Dazio, Prà di Sopra und Virti gehören, die sich im Tal des Rio Cavallo und im oberen Astico-Tal (Buse) befinden. Die beiden Flüsse werden durch den Passo Sommo (1341 m) getrennt, der als Bezugspunkt zur Bestimmung der Lage der verschiedenen Orte dient.

## Ursprung des Namens
Der Name, erstmals 1196 als Fulgarida erwähnt, stammt vom lateinischen *filicāria, von filex „Farn“. Mit dem Suffix -ēta bedeutet der Name „Farnwald“. Eine ähnliche Etymologie hat Folgarida, ein weiterer Ort im Trentino, in der Val di Sole. Im österreichischen Reich wurde in der Zeit der Germanisierung vor dem Ersten Weltkrieg die Form Vielgereuth in Deutsch verwendet.

## Geschichte

### Anfänge: vom XIII. bis XVI. Jahrhundert
Bereits im 13. Jahrhundert war das Hochplateau von Folgaria Teil des bischöflichen Lehens von Beseno, das unter direkter Kontrolle des Fürstbischof von Trient stand.
Das Gebiet war von der Cimbri-Kolonisation betroffen, die die Entstehung mehrerer heutiger Gemeinden im Gebiet von Folgaria förderte. Im Jahr 1222 wurde Folgaria als eine der ersten freien Gemeinden im Trentino erwähnt, die durch eigene Verwaltungsorgane geleitet wurde. Um 1500 war fast die gesamte Cimbri-Sprache in den pre-Sommo-Ortschaften und jenen entlang des Rio Cavallo/Rosspach-tal verbreitet.
Diese hielt sich bis in die frühen 1960er Jahre und war in einigen Ausdrücken noch in den Ortschaften Mezzomonte, Cueli-Liberi, San Sebastiano, Tezzeli und Carbonare zu hören. Auch die meisten geografischen Namen tragen nach wie vor deutliche Spuren der Sprache.
Wegen Grenzfragen unterwarf sich die Gemeinde 1285 den Lehnsherren von Castel Beseno, den Castelbarco (im 1315 erließ die Gemeinde eine eigene Satzung, die Carta Ordinamentorum). Im XV. Jahrhundert befreite sie sich von diesen und unterwarf sich der Republik Venedig, die ihr totale und dauerhafte Autonomie gegenüber der feudalen Gerichtsbarkeit des Schlosses gewährte.
Im Jahr 1510 fiel Folgaria unter die Habsburger-Herrschaft zurück, was zu Konflikten mit der Familie Trapp führte, die versuchte, die verlorene feudale Abhängigkeit wiederherzustellen. Der lange Streit mit der Gebirgsgemeinde, bekannt als die Causa Trappia, war von Gewalt und Verbrechen geprägt und dauerte über zweihundert Jahre. In einer bewaffneten Auseinandersetzung in Carpeneda im Februar 1593 fielen sieben Folgaretaner. Zu ihrem Gedenken wurde ein Kapellchen, das Kapellchen der sieben Witwen, errichtet.

### Die Magnifica Comunità
Heute trägt die Gemeinde noch immer den Titel Magnifica Comunità. Es ist nicht genau bekannt, wann die bischöfliche Auszeichnung und die damit verbundenen Normen der Unabhängigkeit und Selbstverwaltung verliehen wurden. Dokumente fehlen, da das Archiv der Gemeinde während des Ersten Weltkriegs größtenteils zerstört wurde. Die Autonomie der Magnifica Comunità di Folgaria wurde auch vom Kaiser von Österreich selbst bestätigt. Sicher ist jedoch, dass die Magnifica Comunità von Folgaria 1805 im Rahmen der von Napoleon Bonaparte eingeführten Verwaltungs- und Reformpolitik aufgelöst wurde, was die Rechte des österreichischen Gouvernements beeinträchtigte. Diese napoleonischen Politiken wurden später vom bayerischen Gouvernement bestätigt. Die Menschen von Folgaria sind noch immer stolz auf diese alten Traditionen der Autonomie, Freiheit und Selbstverwaltung. Der Name erscheint weiterhin informell auf öffentlichen Gebäuden und auf der städtischen Wegweiserbeschilderung.

## Söhne und Töchter der Gemeinde
- Antenore Cuel (1922–2018), Skilangläufer